# Josephine Chaplin

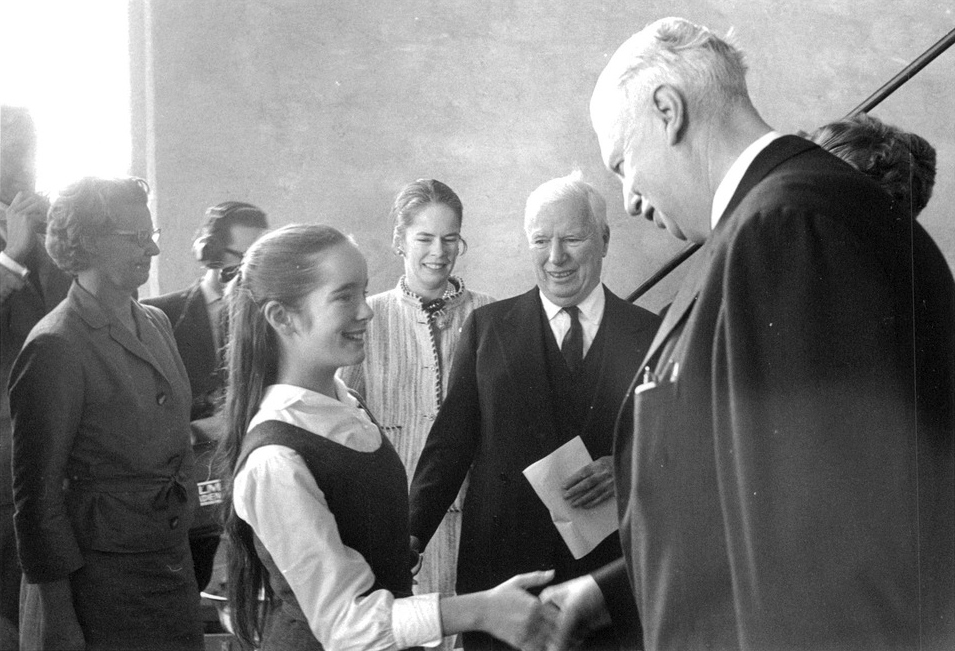
Josephine Chaplin, 15 år, hälsas välkommen av Carl Albert Anderson vid Sverigebesöket i november 1964. I bakgrunden syns hennes föräldrar Oona O'Neill och Charlie Chaplin.

Josephine Hannah Chaplin, född 28 mars 1949 i Santa Monica, Los Angeles, Kalifornien, död 13 juli 2023 i Paris, var en amerikansk skådespelare. Hon var 1980–1983 partner med franske skådespelaren Maurice Ronet. Hon var dotter till Oona och Charlie Chaplin och syster till Michael, Geraldine, Victoria och Christopher Chaplin.

## Filmografi i urval
- 1952 – Rampljus (ej krediterad)
- 1967 – Grevinnan från Hongkong
- 1972 – Canterbury Tales
- 1974 – Les quatre Charlots mousquetaires
- 1976 – Jack the Ripper
- 1976 – En kvinnlig läkares dagbok
- 1984 – Pojken vid havet
- 1985 – Ett lik för mycket (Poulet au vinaigre)